# Scaphium affine
Scaphium affine là một loài thực vật có hoa trong họ Cẩm quỳ. Loài này được (Mast.) Pierre miêu tả khoa học đầu tiên năm 1889.